# Adinandra clemensiae
Adinandra clemensiae är en tvåhjärtbladig växtart som beskrevs av Clarence Emmeren Kobuski. Adinandra clemensiae ingår i släktet Adinandra och familjen Pentaphylacaceae. Inga underarter finns listade i Catalogue of Life.